# Chamalais
Os Chamalais são um grupo étnico do Daguestão e da Chechênia, pertencente ao grupo do Avares. São na sua maioria muçulmanos sunitas.